# Harald Sassak
Harald Sassak (* 28. Juni 1947 in Oberwart; † 21. August 2013 in Weitra) war ein österreichischer Serienmörder, der als Gaskassier in die Kriminalgeschichte einging. Außerdem war er der am längsten in Österreich inhaftierte Verurteilte. In den Jahren 1971 und 1972 beging er in Wien unter anderem sechs Tötungsdelikte aus Habgier und verbüßte eine lebenslange Haftstrafe in der Justizanstalt Stein.

## Leben
Harald Sassak war der Sohn eines Maurers und einer Bedienerin. Er erlernte den Beruf des Installateurs und arbeitete nach seinem Grundwehrdienst beim Bundesheer von 1966 bis 1969 im Krankenhaus Lainz als Hilfspfleger. Nach einer Gelbsuchterkrankung brachte er seinem Dienstgeber keine ärztliche Bestätigung und wurde deshalb entlassen. Seine anschließende Arbeit als Zuckerbäcker gab er bald wieder auf. Von seinen Verwandten, Freunden und Vorgesetzten wurde er als sehr freundlich und hilfsbereit beschrieben, in der Schule erhielt er in Betragen stets ein Sehr Gut und auch vom Bundesheer wurden keine disziplinären Ahndungen gemeldet.
Als ihn eines Tages eine ältere Frau ansprach, ob er ihr Gasgerät reparieren könne und ihm anschließend aus einem Geldversteck ein Trinkgeld gab, entwickelte er seine Idee des Gastricks.
Zwischen 31. August 1970 und 12. Februar 1972 gab er sich bei alleinstehenden alten Personen als Bediensteter des Gaswerkes aus, der die Geräte überprüfen wolle. Sobald er wusste, wo sich die Geldverstecke befanden, lenkte er sein Opfer ab, indem er beispielsweise ein Glas Wasser verlangte. Wenn er bei der anschließenden Tat ertappt wurde, schlug er sein Opfer nieder und flüchtete. Bei einigen Überfällen half ihm sein Komplize Johann Scharaditsch, den er in einer Likörstube kennengelernt hatte.
Überlebende Opfer sagten lediglich aus, ein molliger, netter Mann hätte mit den Worten: „Der Gasmann ist da!“ um Eintritt gebeten. Außerdem sei er immer gut gekleidet gewesen, habe einen scheinbar gültigen Ausweis und Fachwissen besessen. Erst bei der Bezahlung, als die Opfer ihre Geldverstecke offenbarten, schlug er sie mit der Handkante nieder und raubte das Geld. Bis auf einen einzigen Fingerabdruck, der jedoch keiner Person aus den Polizeiakten zugeordnet werden konnte, hinterließ der Täter keine Spuren. Als jedoch die Nachbarin eines der Opfer, eine Grafikerin, vom Zeichner des Sicherheitsbüros ein sehr genaues Phantombild des Täters anfertigen ließ, wurde die Suche konkreter. Ein Kellner des Hotels Reisser (Wien 13, Wolkersbergenstraße 36–38) erkannte anhand des Phantombildes den Mann als Harald Sassak und führte die Beamten zum Täter, der gerade ein Glas Wein trank. Noch im Hotel identifizierte ihn eines seiner Opfer, und Sassak wurde verhaftet. Bereits auf dem Weg ins Sicherheitsbüro gestand er die Taten.
Am 22. Jänner 1974 begann der Prozess gegen Harald Sassak, wobei die Verlesung der Anklageschrift über eine Stunde in Anspruch nahm. Harald Sassak gestand die Verbrechen zwar, behauptete aber, nicht in Tötungsabsicht gehandelt zu haben. Der Gerichtsmediziner teilte mit, dass der 79-jährige Richard Langer und die 86-jährige Josefa Fierlinger unmittelbar an den Folgen der Gewaltanwendung starben. Die 69-jährige Aloisia Meschnark starb 17 Tage nach ihrer Einlieferung ins Krankenhaus an Nierenversagen, die 66-jährige Rosa Schwarz nach sieben Tagen an Gehirnerweichung, die 86-jährige Maria Aberle und die 85-jährige Eleonore Hauer nach zehn bzw. 38 Tagen an Lungenentzündung. Laut Gutachten bestand dabei ein Zusammenhang zwischen dem Tod der Frauen und der Gewaltanwendung. Bei Gabriele Hammer, die 54 Tage, nachdem sie von Sassak überfallen worden war, verstarb, konnte kein Hinweis mehr auf eine Gewaltanwendung festgestellt werden.
Am 7. Februar 1974 wurde Harald Sassak wegen Raubmordes an Josefa Fierlinger, räuberischen Totschlags an Richard Langer, Aloisia Meschnark, Rosa Schwarz, Maria Aberle und Eleonore Hauer, sowie räuberischen Diebstahls und Raub in neun Fällen zu einer lebenslangen Freiheitsstrafe (in der Rechtssprache seinerzeit lebenslanger schwerer Kerker genannt) verurteilt. Sein Komplize Johann Scharaditsch wurde wegen Diebstahls, Raubes in zwei Fällen und des räuberischen Diebstahls in zwei Fällen für schuldig befunden und zu 18 Jahren Haft verurteilt.
Harald Sassak starb am 21. August 2013 infolge einer längeren Krankheit in einem niederösterreichischen Pflegeheim, nachdem er kurz zuvor nach mehr als 39-jähriger Haft aus dem Gefängnis entlassen worden war.